# 中二病也想談戀愛！ (動畫)
《中二病也想談戀愛！》是虎虎著作的同名輕小說改編電視動畫。2012年10月至12月播出由原作改編的同名電視動畫第一季。电视动画为原作小说的二次创作，动画的剧情与人物设定和原著有较大差异。2014年1月至3月播放電視動畫第二季《中二病也想談戀愛！戀》。
劇場版總集篇《小鳥遊六花・改 ～劇場版 中二病也想談戀愛！～》於2013年9月14日上映。2017年5月19日公布新作劇場版《中二病也想談戀愛！-Take On Me-》，於2018年1月6日上映。

## 製作
2011年12月28日，京都動畫在《中二病也想談戀愛！》官方網頁上公佈動畫化的宣傳片。
2012年7月10日，正式公開動畫版網頁及其製作人員，電視動畫自10月3日至12月19日於TOKYO MX、SUN電視台、京都放送、愛知電視台、BS11等獨立電視網播送。全12話加電視未播放1話，由大塚芳忠擔任第1話至第12話的旁白。每話的下回預告於星期一16時（日本時間）在YouTube的京都动画官方频道及动画官方网站上配信。
2013年3月28日，《玉子市場》最終話放送完畢後，發表作品《契約更新》的廣告。在同日也更新官方Twitter和官方網頁。2013年5月10日，日本時間當天凌晨0時整，官方網頁更新，正式宣布第二季製作決定。官方網頁的背景替換成二季製作決定的圖片。2013年11月15日，宣布第二季將於2014年1月播放。2013年11月30日，宣布第二季動畫標題為《中二病也想談戀愛！戀》（中二病でも恋がしたい！戀）。
2014年1月8日，取得中国大陆网络播放授权的搜狐视频由于从上游版权方收到的上线时间有误，而提前在网络上播放《中二病也想談戀愛！戀》第一集。虽然及时发现错误，并将视频从网站上移除，但提前偷跑的片源依然通过YouTube等网站广泛传播。由此导致京都动画受到损失而致使两季动画均下线，直至2月21日方恢复上线。
2020年，哔哩哔哩取得两季在中国大陆的网络播放版权，并于6月19日上线播放。

## 登場人物
富樫勇太（聲：福山潤）
在中學校二年級的時候便患上中二病。為了消除中二病而努力學習現代生活常識，但仍留有小部份的中二病症狀，結果被女主角小鳥遊六花看見並以此作威脅。
小鳥遊六花（聲：內田真禮）
勇太的同班同學，皮膚白皙、身型嬌小的短髮少女。頭髮上有根呆毛。右眼佩戴眼罩，遮蓋着金色虹膜變色片隱形眼鏡的右眼。

## 製作人員
- 原作：虎虎《中二病也想談戀愛！》（KA Esuma文庫／京都動畫）
- 角色原案：逢坂望美
- 監督：石原立也
- 系列構成：花田十輝
- 角色設計、總作畫監督：池田和美
- 美術監督：篠原睦雄
- 色彩設計：竹田明代
- 設定：高橋博行
- 攝影監督：山本倫
- 剪接：重村建吾
- 音響監督：鶴岡陽太
- 音響製作：樂音舍
- 音樂：虹音
- 音樂製作：Lantis
- 宣傳：山口真由美（京都動畫）
- 宣傳製作人：野島鐵平（京都動畫）、三輪靖史（京都動畫）
- 動畫製作：京都動畫
- 企劃協力：中嶋嘉美（BIG SHOT）、室市剛人（BIG SHOT）
- 企劃製作人：八田英明（京都動畫）
- 製作：八田陽子（京都動畫）、磯山敦（波麗佳音）、井上俊次（Lantis）、中山佳久（TBS電視台）
- 製作人：大橋永晴（京都動畫）、中村伸一（波麗佳音）、齋藤滋（Lantis）
- 製作：中二病也想製作委員会（京都動畫、波麗佳音、Lantis、TBS）

## 主題曲
第1季
片頭曲「Sparkling Daydream」
作詞、作曲、編曲、主唱：ZAQ
片尾曲「INSIDE IDENTITY」
作詞、作曲、編曲：ZAQ；主唱：Black Raison d'être（小鳥遊六花、丹生谷森夏、五月七日茴香、凸守早苗）
插曲
（开始之种，第8話）
作詞、作曲、編曲、主唱：ZAQ
（在你身边，第10話）
作詞、作曲、編曲、主唱：ZAQ
（仰望那夜空中的繁星吧，第10話）
作詞：永六輔；作曲：今泉隆雄；編曲：虹音；主唱：小鳥遊六花（內田真禮）；原唱：坂本九
第2季
片頭曲「VOICE」
作詞、作曲、編曲、主唱：ZAQ
片尾曲「Van!shment Th!s World」
作詞、作曲、編曲：ZAQ；主唱：Black Raison d'être（小鳥遊六花、丹生谷森夏、五月七日茴香、凸守早苗）

## DVD&BD
| 卷數  | 發售日         | 收錄話                          | 規格編號   | 規格編號   |
| 卷數  | 發售日         | 收錄話                          | BD         | DVD        |
| 第1季 | 第1季          | 第1季                           | 第1季      | 第1季      |
| ----- | -------------- | ------------------------------- | ---------- | ---------- |
| 1     | 2012年12月19日 | Episode I－Episode II           | PCXE-50241 | PCBE-54171 |
| 2     | 2013年1月16日  | Episode III－Episode IV         | PCXE-50242 | PCBE-54172 |
| 3     | 2013年2月20日  | Episode V－Episode VI           | PCXE-50243 | PCBE-54173 |
| 4     | 2013年3月20日  | Episode VII－Episode VIII       | PCXE-50244 | PCBE-54174 |
| 5     | 2013年4月17日  | Episode IX－Episode X           | PCXE-50245 | PCBE-54175 |
| 6     | 2013年5月15日  | Episode XI－Last Episode        | PCXE-50246 | PCBE-54176 |
| 7     | 2013年6月19日  | Extra Episode－《Lite》全6話    | PCXE-50247 | PCBE-54177 |
| 第2季 |                |                                 |            |            |
| 1     | 2014年3月19日  | 第1話－Episode II               | PCXE-50371 | PCBE-54501 |
| 2     | 2014年4月16日  | Episode III－Episode IV         | PCXE-50372 | PCBE-54502 |
| 3     | 2014年5月21日  | Episode V－Episode VI           | PCXE-50373 | PCBE-54503 |
| 4     | 2014年6月18日  | Episode VII－Episode VIII       | PCXE-50374 | PCBE-54504 |
| 5     | 2014年7月16日  | Episode IX－Episode X           | PCXE-50375 | PCBE-54505 |
| 6     | 2014年8月20日  | Episode XI－Last Episode        | PCXE-50376 | PCBE-54506 |
| 7     | 2014年9月17日  | Extra Episode－《戀 Lite》全6話 | PCXE-50377 | PCBE-54507 |

## 播放單位
日本深夜動畫：下文記載的日本国内播放時間使用日本標準時間（UTC+9）表示。因為部分時間标识會採用30小时制，因此請留意这类超过24:00的时间，其實際播放時間為翌日清晨。
| 播放地區  | 播放電視台   | 播放日期                 | 播放時間（UTC+9）         | 所屬聯播網 | 備註              |
| 第1季     | 第1季        | 第1季                    | 第1季                     | 第1季      | 第1季             |
| --------- | ------------ | ------------------------ | ------------------------- | ---------- | ----------------- |
| 東京都    | TOKYO MX     | 2012年10月3日－12月19日  | 星期三 24時30分－25時00分 | 獨立UHF局  |                   |
| 兵庫縣    | SUN電視台    | 2012年10月3日－12月19日  | 星期三 24時35分－25時05分 | 獨立UHF局  |                   |
| 京都府    | KBS京都      | 2012年10月3日－12月19日  | 星期三 25時00分－25時30分 | 獨立UHF局  |                   |
| 愛知縣    | 愛知電視台   | 2012年10月3日－12月19日  | 星期三 26時05分－26時35分 | 東京電視網 |                   |
| 日本全國  | ANIMAX       | 2012年10月4日－12月20日  | 星期四 22時00分－22時30分 | 衛星電視   | 有重播            |
| 日本全國  | ANIMAX       | 2012年10月6日－12月22日  | 星期六 22時00分－22時30分 | 衛星電視   | BS ANIMAX免費放送 |
| 日本全國  | BS11         | 2012年10月7日－12月23日  | 星期日 24時00分－24時30分 | 衛星電視   | ANIME+節目        |
| 日本全國  | TBS點播      | 2012年10月9日－12月25日  | 星期二 24時00分 更新      | 網絡電視   |                   |
| 日本全國  | NICONICO頻道 | 2012年10月10日－12月26日 | 星期三 23時30分－24時00分 | 網絡電視   | 時間移位非對應    |
| 第1季 OVA |              |                          |                           |            |                   |
| 東京都    | TOKYO MX     | 2013年12月25日           | 星期三 24時30分－25時00分 | 獨立UHF局  |                   |
| 兵庫縣    | SUN電視台    | 2013年12月25日           | 星期三 24時35分－25時05分 | 獨立UHF局  |                   |
| 京都府    | KBS京都      | 2013年12月25日           | 星期三 25時00分－25時30分 | 獨立UHF局  |                   |
| 愛知縣    | 愛知電視台   | 2013年12月25日           | 星期三 26時05分－26時35分 | 東京電視網 |                   |
| 日本全國  | BS11         | 2013年12月29日           | 星期日 24時00分－24時30分 | 衛星電視   | ANIME+節目        |
| 第2季     |              |                          |                           |            |                   |
| 東京都    | TOKYO MX     | 2014年1月8日－3月26日    | 星期三 24時30分－25時00分 | 獨立UHF局  |                   |
| 兵庫縣    | SUN電視台    | 2014年1月8日－3月26日    | 星期三 24時30分－25時00分 | 獨立UHF局  |                   |
| 京都府    | KBS京都      | 2014年1月8日－3月26日    | 星期三 25時00分－25時30分 | 獨立UHF局  |                   |
| 愛知縣    | 愛知電視台   | 2014年1月8日－3月26日    | 星期三 26時05分－26時35分 | 東京電視網 |                   |
| 日本全國  | BS11         | 2014年1月12日－3月30日   | 星期日 24時00分－24時30分 | 衛星電視   | ANIME+節目        |
| 日本全國  | TBS點播      | 2014年1月14日－4月1日    | 星期二 24時00分 更新      | 網路電視   |                   |
| 日本全國  | 萬代頻道     | 2014年1月15日－4月2日    | 星期三 12時00分 更新      | 網路電視   |                   |
| 日本全國  | NICONICO頻道 | 2014年1月15日－4月2日    | 星期三 23時30分－24時00分 | 網路電視   | 時間移位非對應    |
| 日本全國  | ANIMAX       | 2014年1月22日－4月9日    | 星期三 22時00分－22時30分 | 衛星電視   | 有重播            |

| 播放地區 | 播放電視台    | 播放日期                            | 播放時間（UTC+8）       | 所屬聯播網 | 備註                                                                            |
| 第1季    | 第1季         | 第1季                               | 第1季                   | 第1季      | 第1季                                                                           |
| -------- | ------------- | ----------------------------------- | ----------------------- | ---------- | ------------------------------------------------------------------------------- |
| 台灣     | Animax Asia   | 2013年12月10日－6月25日             | 每日 22時30分－23時00分 | 網絡電視   | 有重播並附帶OVA 2016年8月9日－9月3日 每日 21時30分－22時30分（两話）            |
| 香港     | Animax Asia   | 2014年2月5日－2月21日               | 每日 22時30分－23時00分 | 網絡電視   | 有重播並附帶OVA 2016年8月1日－8月18日 星期一至星期五 18時30分－19時30分（两話） |
| 中國大陸 | 哔哩哔哩      | 2020年6月19日                       | 即时上映                | 網絡電視   | 簡體中文+日语字幕                                                               |
| 第2季    |               |                                     |                         |            |                                                                                 |
| 中國大陸 | 搜狐視頻      | 2014年1月8日 2014年2月21日－3月28日 | 星期五 0時30分－1時00分 | 網絡電視   | 簡體中文字幕，现已丧失版权                                                      |
| 台灣     | Animax Taiwan | 2019年2月16日－                     | 每日 21時00分－22時00分 | 有線電視   | 中文配音                                                                        |
| 中國大陸 | 哔哩哔哩      | 2020年6月19日                       | 即时上映                | 網絡電視   | 簡體中文+日语字幕                                                               |

## 劇場版

### 小鳥遊六花·改～劇場版 中二病也想談戀愛！～
2013年6月9日，在官方Twitter宣布將於9月14日，在全日本範圍內的27個戲院公映其劇場版《小鳥遊六花·改～劇場版 中二病也想談戀愛！～》，內容主要是第一季的總集篇，而劇場版三分之一為新作劇情，包含涉及到第2期的過渡劇情。2014年2月19日，發行劇場版的BD及DVD。

#### 製作人員
- 原作：虎虎《中二病也想談戀愛！》（KA Esuma文庫／京都動畫）
- 監督：石原立也
- 劇本：花田十輝
- 人物設定、總作畫監督：池田和美
- 角色原案：逢坂望美
- 美術監督：篠原睦雄
- 色彩設定：竹田明代
- 攝影監督：山本倫
- 設定：高橋博行
- 音響監督：鶴岡陽太
- 音樂：虹音
- 動畫製作：京都動畫
- 製作：中二病也想製作委員會
- 发行：松竹

#### 主題曲
片頭曲「-Across the line-」
作詞、作曲、編曲：ZAQ；主唱：小鳥遊六花（内田真禮）
片尾曲「Secret Survivor」
作詞、作曲、編曲：ZAQ；主唱：Black Raison d'être（小鳥遊六花、丹生谷森夏、五月七日茴香、凸守早苗）
片尾曲「INSIDE IDENTITY」
作詞、作曲、編曲：ZAQ；主唱：Black Raison d'être（小鳥遊六花、丹生谷森夏、五月七日茴香、凸守早苗）
劇場版完全新作Lite主題曲
主唱：ZAQ

## 來源
1. ↑  . Furusaki Yasunari.   [2014年1月21日]. （原始内容存档于2020年11月4日） （日语）.
2. ↑  . Furusaki Yasunari.   [2014年1月21日]. （原始内容存档于2020年4月14日） （日语）.
3. ↑  . Walkerplus.   [2014年1月21日]. （原始内容存档于2020年11月15日） （日语）.
4. ↑  .   [2017-05-22]. （原始内容存档于2016-11-01）.
5. ↑  搜狐视频动画. . 2014-01-08  [2014-02-20]. （原始内容存档于2020-04-14） （中文）.
6. ↑  搜狐视频动画. . 2014-01-09  [2014-02-20]. （原始内容存档于2020-04-14） （中文）.
7. ↑  搜狐视频动画. . 2014-02-20  [2014-02-20]. （原始内容存档于2020-04-14） （中文）.
8. ↑  . space.bilibili.com.   [2025-05-09].
9. 1 2  . アニメイトタイムズ.   [2023-10-01]. （原始内容存档于2023-08-01）.
10. 1 2  . アニメイトタイムズ.   [2023-10-01]. （原始内容存档于2023-03-02）.
11. 1 2  . リアルサウンド. 2018-01-15  [2023-10-01]. （原始内容存档于2022-10-22）.
12. ↑  . Cinematoday.   [2013年12月8日]. （原始内容存档于2016年3月4日） （日语）.

## 外部連結
- 電視動畫官方網站 （页面存档备份，存于）（日語）
- 電視動畫第二季官方網站 （页面存档备份，存于）（日語）
- 劇場版總集篇（小鳥遊六花·改）官方網站 （页面存档备份，存于）（日語）